# Nanna Gillberg
Nanna Maria Katarina Gillberg, född 6 september 1973, är en svensk samhällsvetenskaplig forskare, som arbetar med digitalisering, jämställdhet och arbetsmiljöfrågor.
Nanna Gillberg disputerade 2007 på Handelshögskolan i Stockholm med avhandlingen Magiskt kapital – värdeskapande i kulturell kontext, som behandlar hur normer och värden förmedlas genom populärkultur. 
Hon är sedan 2014 forskare vid Handelshögskolan vid Göteborgs universitet samt vid Gillbergcentrum för neuropsykiatri vid Sahlgrenska akademin i Göteborg. 

## Böcker
- Magiskt kapital - värdeskapande i kulturell kontext 2007, Arvinius Förlag, ISBN 9789185689071
- Uppmärksamhetssamhället, Studentlitteratur, Lund 2014, ISBN 9789144094281
- Jag har aldrig märkt att kön har haft någon betydelse, Studentlitteratur, Lund 2018, ISBN 9789144121345
- Påsatt och avskärmad – i en uppkopplad värld, Roos & Tegnér, Malmö 2019, ISBN 9789188953209